# Lavoura Arcaica (romance)
Lavoura Arcaica é o primeiro romance e a obra mais famosa a ser escrita pelo brasileiro Raduan Nassar. Foi publicado pela primeira vez em 1975 pela Livraria José Olympio Editora e tornou-se mais conhecido através do lançamento da sua versão cinematográfica dirigida por Luiz Fernando Carvalho em 2001.
O romance narra a história de André, um jovem do meio rural arcaico que resolve abandonar sua numerosa família do interior para ir morar em uma pequena cidade, fugindo da vida asfixiante da lavoura, da rigidez moral de seu pai, e de sua paixão incestuosa pela irmã Ana. Nesse conflito de visões de mundo, que está no centro da ordem da lavoura, se desdobram temporalidades que tencionam o existir do protagonista.

## Prêmios
O livrou ganhou, em 1976, o prêmio Coelho Neto para romance, da Academia Brasileira de Letras, cuja comissão julgadora tinha como relator o crítico e ensaísta Alceu Amoroso Lima.  Recebeu ainda o prêmio Jabuti, da Câmara Brasileira do Livro (na categoria de Autor Revelação) e Menção Honrosa e também Autor Revelação da Associação Paulista de Críticos de Arte. O autor, Raduan Nassar, ganhou o prêmio Camões em 2016 pelo conjunto da obra.

## Adaptação cinematográfica
Em 2001, o filme Lavoura Arcaica foi lançado, com direção e roteiro de Luiz Fernando Carvalho a partir da obra de Raduan Nassar. A versão cinematográfica do livro recebeu mais de 50 prêmios e, em novembro de 2015, entrou na lista feita pela Associação Brasileira de Críticos de Cinema dos 100 melhores filmes brasileiros de todos os tempos.